# Hamad Kalkaba Malboum
Le colonel Hamad Kalkaba Malboum (né le 11 novembre 1950 à Kawadji près de Kousséri) est un dirigeant sportif camerounais, président du Comité national olympique et sportif du Cameroun depuis 1998, président de la Confédération africaine d'athlétisme (CAA) et vice-président de l'Association internationale des fédérations d'athlétisme (IAAF) depuis août 2015. Il a remplacé Lamine Diack lors du décès de Primo Nebiolo.
Il perd la présidence du Conseil international du sport militaire en 2014.
C'est désormais un officier supérieur à la retraite.
Dans sa jeunesse (années 1970), il s’intéresse à la musique et enregistre des chansons.
En 2024, il est élu président de la Confédération africaine des sports olympiques.